# SpaceX CRS-22
SpaceX CRS-22 (alternativně SpX-22, nebo jednoduše CRS-22) byla druhá zásobovací mise lodi Dragon 2 a současně druhá mise v rámci programu CRS2, uzavřeného mezi společností SpaceX a NASA na zásobovací mise kosmické lodi Dragon 2 k Mezinárodní vesmírné stanici (ISS). Jednalo se celkově o 24. let nákladní lodi Dragon. 

## Kosmická loď Cargo Dragon

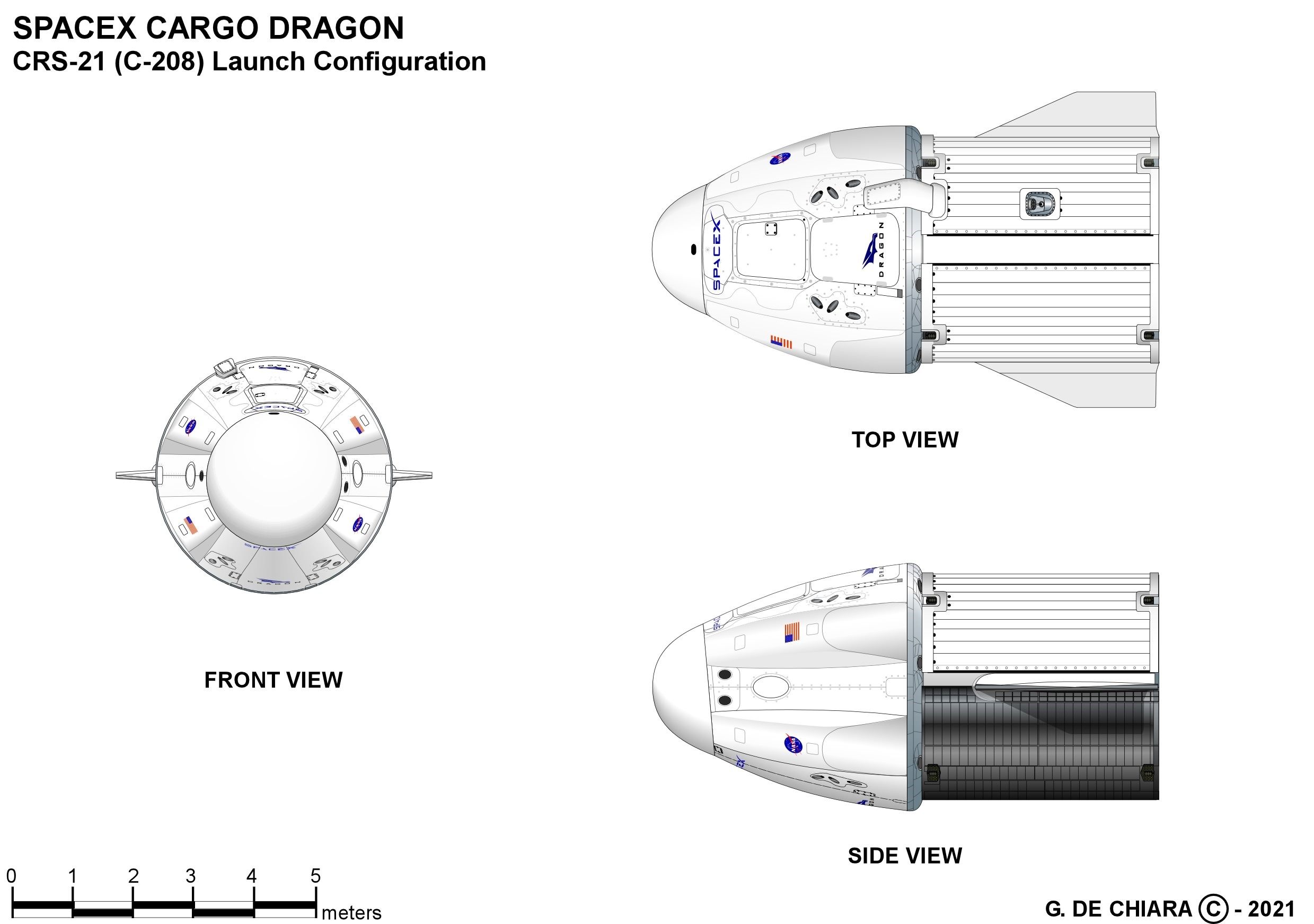
Cargo Dragon ve startovní konfiguraci.

Cargo Dragon je nákladní kosmická loď navržená společností SpaceX, v současnosti jediný prostředek schopný dopravit náklad nejen ze Země na nízkou oběžnou dráhu, ale také nazpět. Tvoří ji znovupoužitelná kabina kónického tvaru a nástavec v podobě dutého válce (tzv. trunk). V kabině je pro náklad určen hermetizovaný prostor 9,3 m3 a v nástavci nehermetizovaných 12,1 m3 pro náklad, který nemusí být přepravován v kabině, zejména proto, že bude umístěn na vnějším povrchu ISS. Sestava kabiny a nástavce ve startovní pozici měří na výšku 8,1 metru a v průměru má 4 metry. 
Celková nosnost lodi při startu je 6 000 kg na oběžnou dráhu a až 3 307 kg na ISS, z toho až 800 kg v nástavci. Zpět na Zemi může loď dopravit až 3 000 kg nákladu a v nástavci, který před přistáním odhodí, až 800 kg odpadu z ISS. SpaceX uvádí životnost lodi 75 dní, NASA však využívá zhruba polovinu této doby a nákladní Dragony se na Zemi vracejí po 5 až 6 týdnech.

## Průběh letu
Let byl prvním letem druhého vyrobeného kusu Dragon Cargo, označovaného jako C209. Statický zážeh před startem nebyl proveden. Start z Kennedyho vesmírného střediska na Floridě se uskutečnil 3. června 2021 v 17:29:15 UTC. Loď se po příslušných manévrech přiblížila k ISS a 5. června v 09:09 UTC se s ní spojila přes horní uzel modulu Harmony.
Původně plánované odpojení od stanice 6. července 2021 muselo být odloženo kvůli meteorologickým podmínkám na Floridě, způsobeným hurikánem Elsa. Loď naplněná asi 2 300 kg výsledků některých vědeckých experimentů, výzkumných vzorků a dalšího materiálu se tak od ISS oddělila 8. července 2021 v 14:45 UTC, po více než 33 dnech spojení. Přistála po 37 dnech letu 10. července v 03:29 UTC ve vodách Mexického zálivu, blízko floridského pobřeží u města Tallahassee.

## Užitečné zatížení
Mise CRS-22 vynesla na ISS 3 328 kg nákladu, z toho 1 948 kg v hermetizovaném oddílu lodi. Šlo především o počítačové vybavení a technické prostředky pro podporu výroby a filtrování vody, zásobování vzduchem a chlazení. Součástí nákladu byly také solární panely iRosa.
Do užitečného zatížení se řadily mimo jiné tyto experimenty:
- Cell Science-04 – zaměřuje se na molekulární biologii krátkodobého i vícegeneračního přežívání želvušek.
- UMAMI – zkoumá efekty kosmického letu na molekulární chemickou interakci mezi prospěšnými mikroorganismy a jejich zvířecími hostiteli.
- Butterfly IQ Ultrasound – prověřuje možnosti využití přenosného ultrazvuku v prostředí mikrogravitace.
- Pilote – od ESA otestuje efektivitu dálkově ovládaných robotických paží a kosmických strojů při použití virtuální reality a rozhraní založených na haptice.
- Kidney Cells-02 – využívá trojrozměrný model ledvinových buněk ke studiu účinků mikrogravitace na vznik mikrokrystalů, které mohou vést k ledvinovým kamenům.
- TICTOC – studuje, jak struktura kořenového systému ovlivňuje houževnatost, efektivitu využívání vody a vázání uhlíku během kritické fáze růstu sazenic.

## Galerie

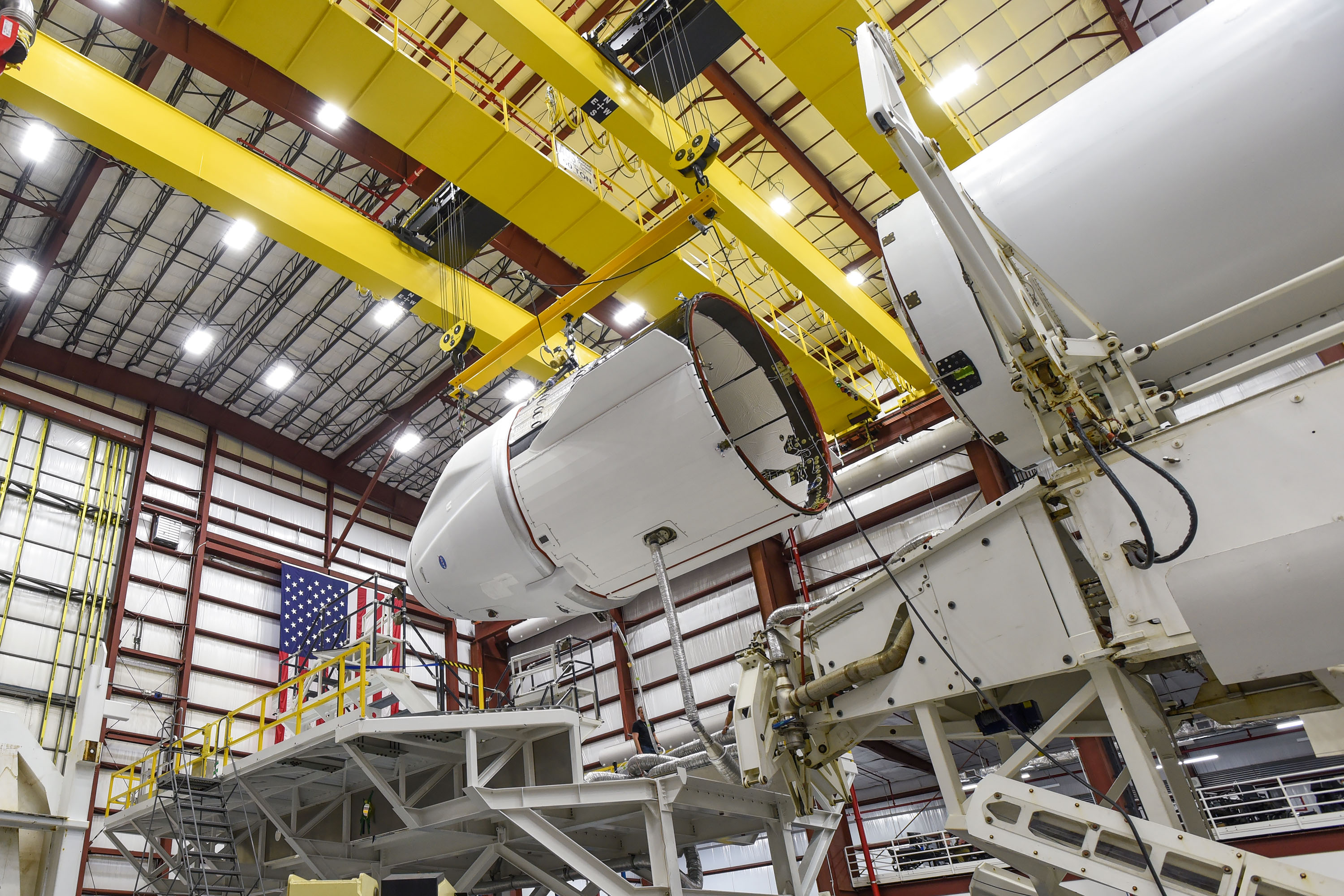
Montáž (před spojením s raketou).
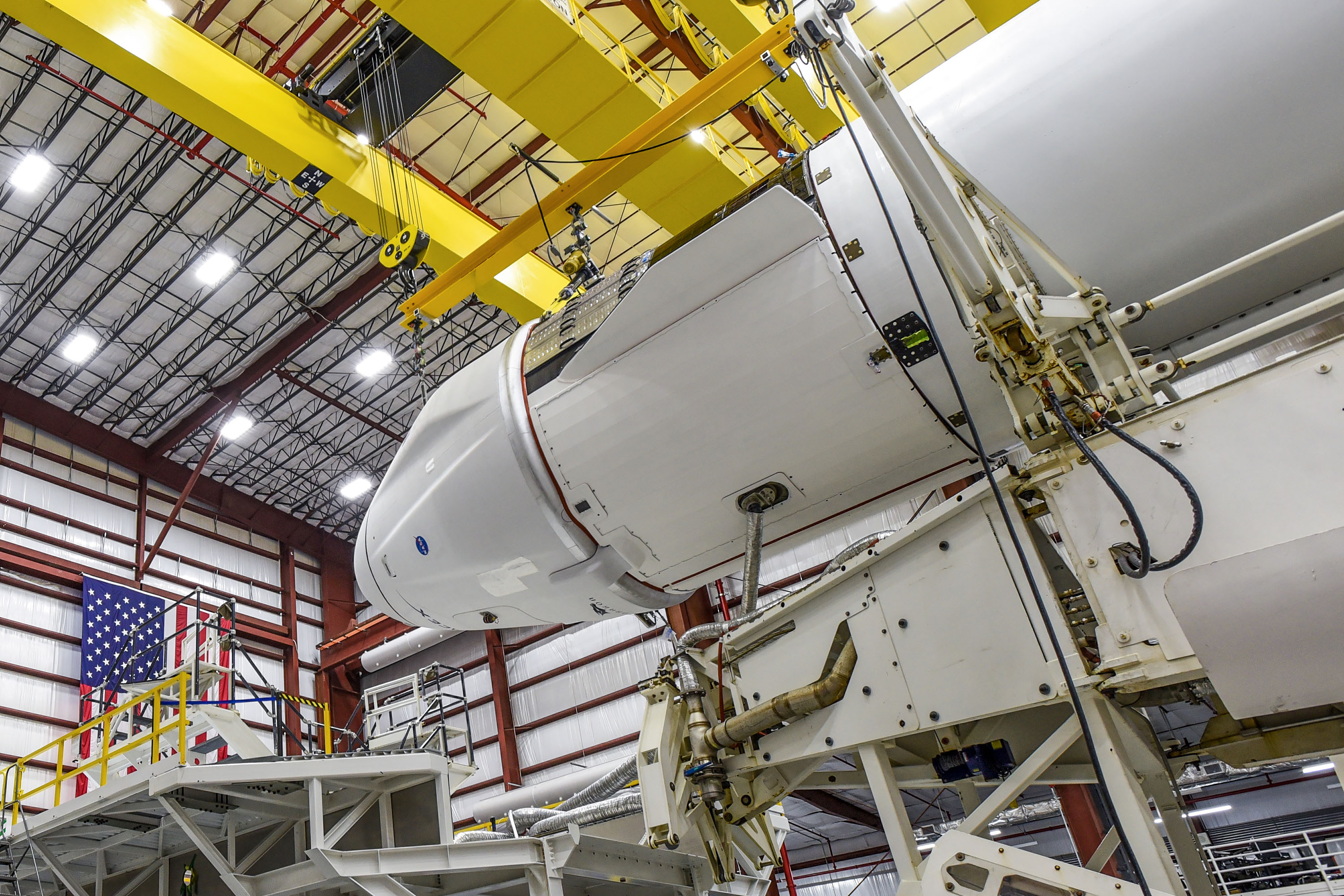
Montáž (po spojení s raketou).
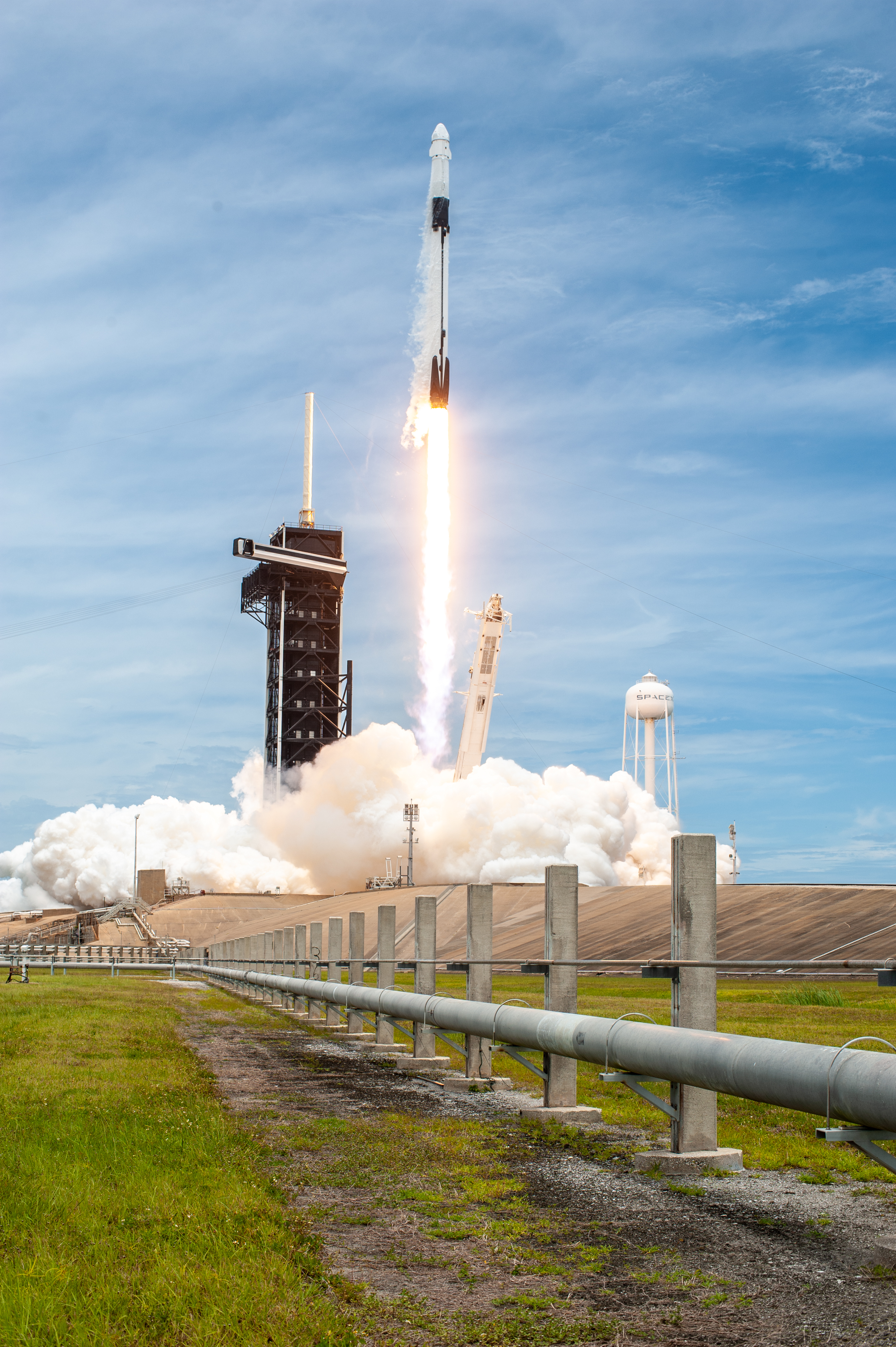
Start
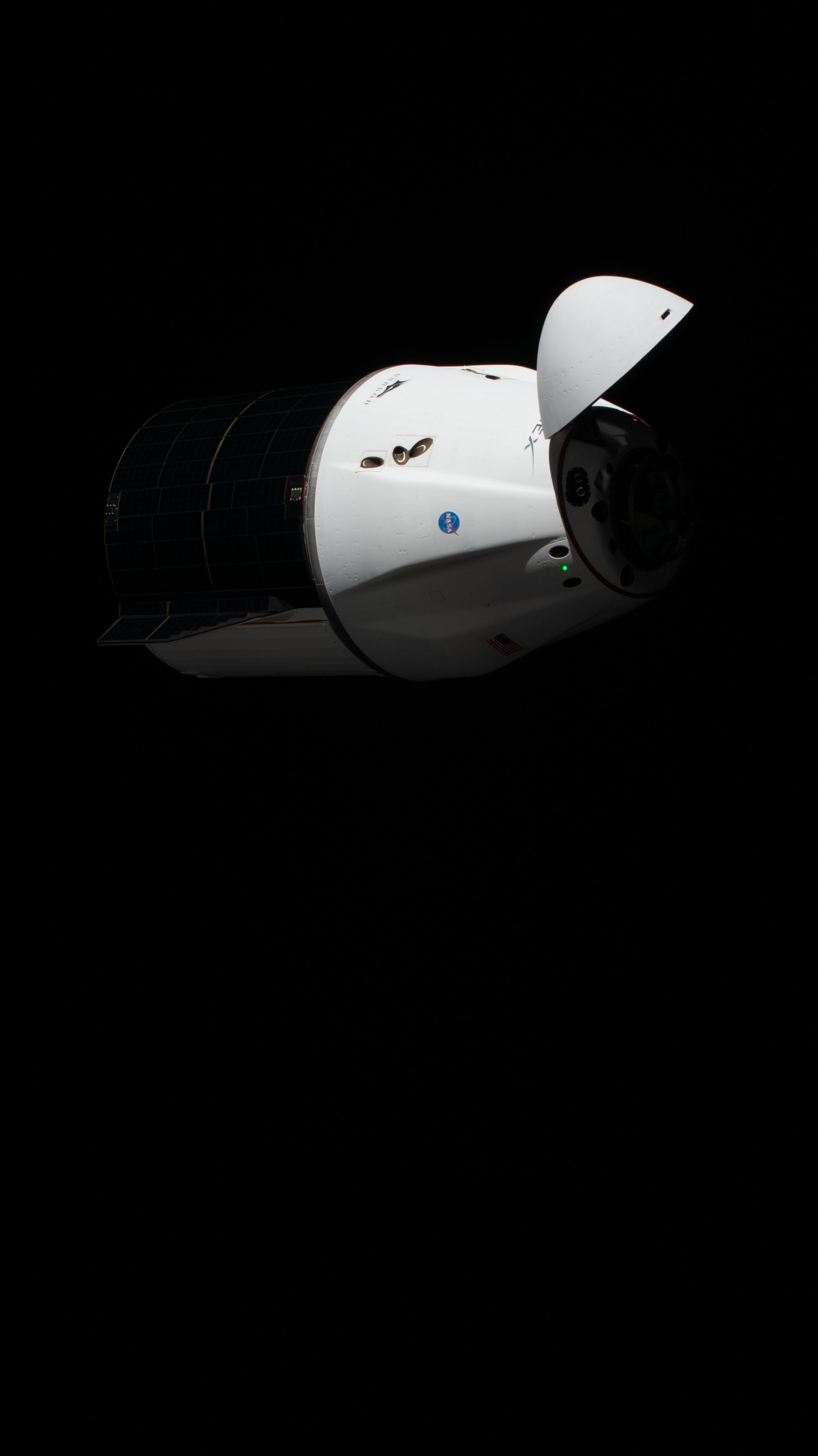
Přílet k ISS
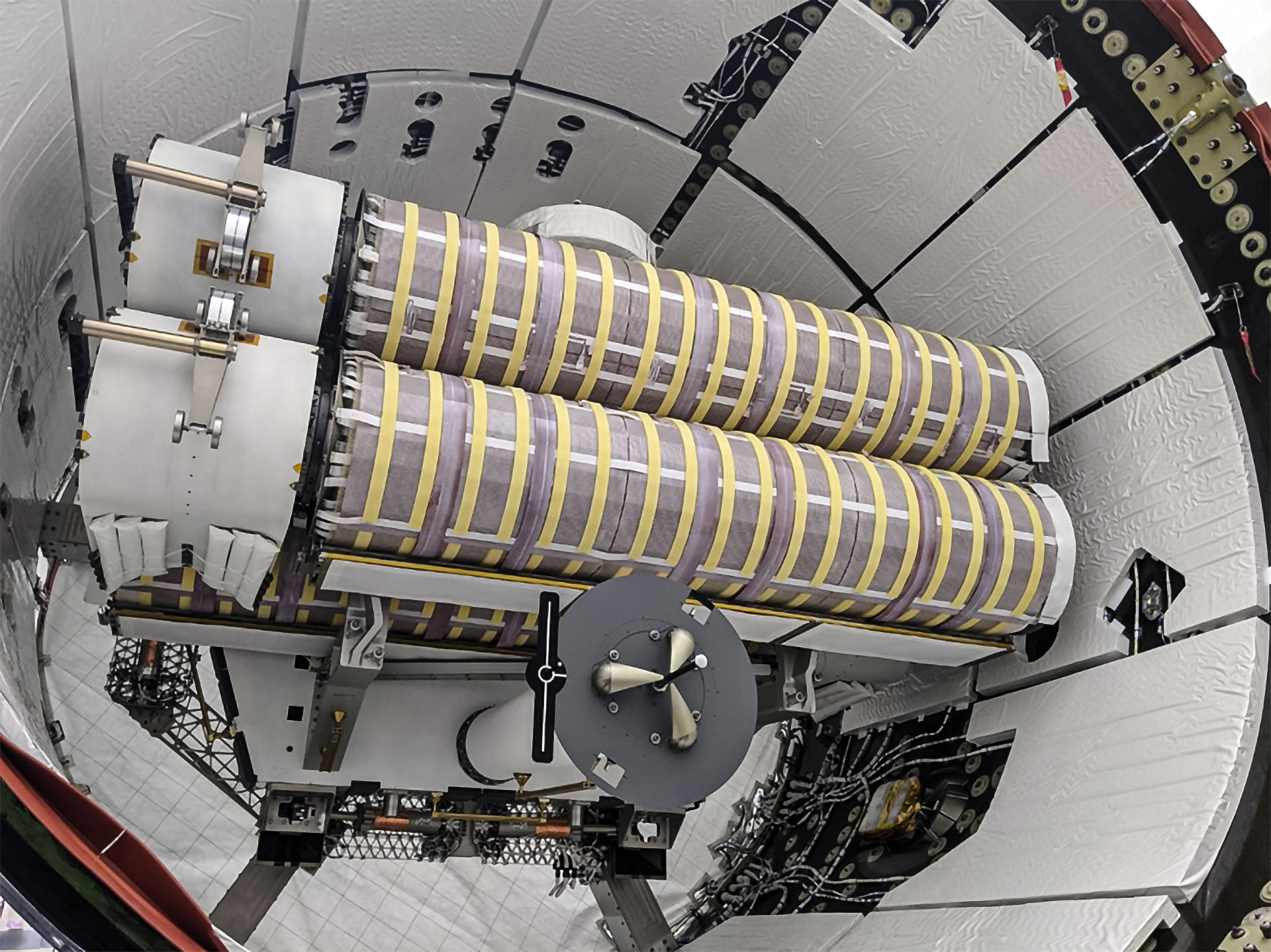
Solární panely iROSA uvnitř nástavce lodi.
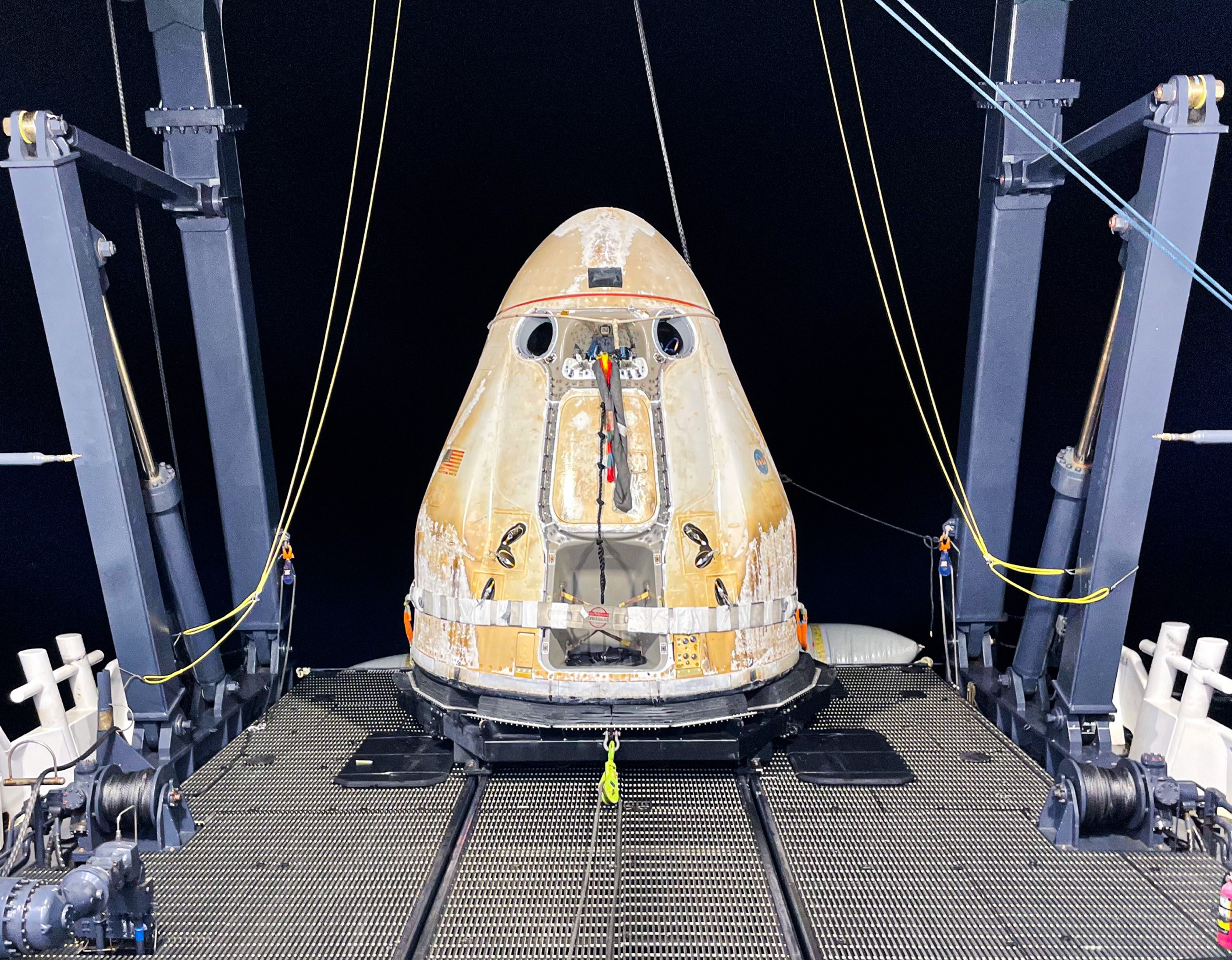
Kabina po přistání na moři